# Bouquelon
Bouquelon är en kommun i departementet Eure i regionen Normandie i norra Frankrike. Kommunen ligger i kantonen Quillebeuf-sur-Seine som tillhör arrondissementet Bernay. År 2022 hade Bouquelon 489 invånare.

## Befolkningsutveckling
Antalet invånare i kommunen Bouquelon
Referens:INSEE